# Aurelia Cordero Cordero
María Aurelia Cordero Cordero (Tarrazú, 24 de agosto de 1928-San José, 28 de enero de 2025) fue una campesina y excombatiente costarricense de la Guerra civil de 1948.

## Biografía
María Aurelia Cordero Cordero nació el 24 de agosto de 1928 en el cantón de Tarrazú, específicamente en el distrito de San Pablo. Fue la hija mayor de Amalia Cordero y Alonso Cordero Chinchilla.
A sus 20 años, durante el conflicto armado de 1948, Aurelia fue una de las mujeres que luchó en la guerra:
“Yo estaba muy jovencita y le dije a papá que me dejará ir ayudar. Partíamos los atados de dulce en pedacitos y llenábamos botellas con agua para que se los llevaran los soldados, en otro lado allá por las montañas de San Pablo de León Cortés también cocinábamos y alistábamos la ropa para los soldados. Fue muy triste lo que pasó en esa guerra” 
La familia Cordero Cordero vivía en la Zona de Los Santos, una región que tuvo un rol central en la guerra. Eran vecinos de la finca La Lucha, que pertenecía a José Figueres Ferrer, y que era conocido de su padre.
Amelia trabajó en la Zona donde vivía, entre San Cristóbal y La Lucha: "me tocaba bajar y subir con cositas para los soldados, además ayudaba en todo lo que podía porque durante el tiempo de la batalla siempre había mucho que hacer."
En diversas ocasiones defendió la importancia de no tener ejercito compartiendo sobre la memoria de la guerra. Por ejemplo, en 2024 sus palabras fueron parte de un reportaje en respuesta a costarricenses que pedían ejército en redes sociales:
“Quien pide ejército y los que piden guerra, no tienen idea de los que es disparar una bala contra otro ser humano. Una guerra destruye al país y a las familias. Un país en guerra no avanza. La gente no sabe lo que es convivir con la muerte en batalla, es durísimo y te marca para toda la vida” 

## Fallecimiento
Falleció en San José, Costa Rica, el 28 de enero de 2025 a sus 96 años de edad. 

## Homenajes
María Aurelia fue recurrentemente invitada a las celebraciones del Día de la Abolición del Ejército.